# Ohlsdorf, Oberösterreich
Ohlsdorf är en ort och kommun i Österrike. Den ligger i distriktet Gmunden i förbundslandet Oberösterreich, 190 km väster om huvudstaden Wien. 
Kommunen består av ee orter (Ortschaften) (inom parentes invånarantal 1 januari 2024):

- Aichlham (45)
- Aupointen (78)
- Aurachkirchen (108)
- Edlach (25)
- Edt (25)
- Ehrendorf (335)
- Ehrenfeld (60)
- Fraunsdorf (336)
- Föding (27)
- Großreith (25)
- Hafendorf (38)
- Hildprechting (56)
- Hochbau (407)
- Hochleithen (115)
- Holzhäuseln (53)
- Irresberg (126)
- Kleinreith (509)
- Kohlwehr (8)
- Obernathal (24)
- Oberthalham (232)
- Ohlsdorf (1 252)
- Parz (11)
- Peiskam (132)
- Penesdorf (21)
- Preinsdorf (59)
- Purndorf (20)
- Rittham (143)
- Ruhsam (117)
- Sandhäuslberg (260)
- Traich (39)
- Unternathal (36)
- Unterthalham (291)
- Weinberg (327)